# Пизану, Андреа
Андреа Пизану (сард. Andrea Pisanu; 7 января 1982, Кальяри, Сардиния, Италия) — итальянский футболист, выступавший на позиции правого полузащитника, и футбольный тренер.

## Карьера

### Карьера игрока
Пизану — воспитанник клуба «Кальяри». В Серии A дебютировал 20 сентября 1998 года в матче против «Ювентуса».
Сезон 1999/2000 провёл в аренде в клубе Серии C1 «Сиена», сыграв 12 матчей.
В феврале 2001 года Пизану перешёл в «Эллас Верона». Выступал за молодёжную команду «Вероны». За основной состав «Вероны» дебютировал 5 ноября 2002 года в матче Серии B против «Анконы». 25 ноября 2002 года в матче против «Дженоа» забил свой первый гол за «Верону».
В январе 2004 года отправился в аренду в клуб Серии C1 «Варезе» до конца сезона 2003/04. За ломбардский клуб сыграл 13 матчей, забив в них один гол.
Летом 2004 года Пизану перешёл в «Парму». Дебютировал за «Парму» 21 октября 2004 года в матче группового этапа Кубка УЕФА 2004/05 против испанского «Атлетик Бильбао». 25 ноября 2004 года в матче Кубка УЕФА против бельгийского «Стандард Льеж» забил свой первый гол за «Парму». Провёл в клубе 5½ сезонов, но в сезоне 2008/09 не сыграл ни одного матча.
30 января 2010 года Пизану по соглашению о совместном владении был обменян в «Болонью» на Франческо Вальяни. За «Болонью» дебютировал 25 апреля 2010 года в матче против своего прежнего клуба «Парма».
В августе 2011 года отправился в аренду в клуб Леги Про 1 «Прато». Забил 11 голов в 23 матчах третьего дивизиона.
3 января 2013 года Пизану был взят в аренду канадским клубом MLS «Монреаль Импакт». В североамериканской лиге дебютировал 2 марта в матче стартового тура сезона 2013 против «Сиэтл Саундерс». 24 августа в матче против «Хьюстон Динамо» забил свой первый гол в MLS.
В январе 2014 года вернулся в «Прато» в аренду.
В августе 2014 года отправился в аренду в клуб Премьер-лиги Мальты «Слима Уондерерс». По окончании сезона 2014/15 Пизану завершил игровую карьеру

### Карьера тренера
В мае 2016 года Пизану был назначен главным тренером клуба Первого дивизиона Мальты «Мелита». В июне 2018 года покинул клуб, уступив тренерский пост Эдмонду Луфи.
В июле 2019 года присоединился к клубу мальтийской Премьер-лиги «Бальцан» в качестве ассистента главного тренера Жака Шерри. 12 февраля 2020 года достиг взаимного соглашения с клубом о расторжении его контракта.
13 февраля 2020 года Пизану был назначен главным тренером клуба мальтийской Премьер-лиги «Слима Уондерерс». 27 июля 2021 года подписал новый двухлетний контракт с клубом.

## Достижения
Как игрока
Командные
 «Монреаль Импакт»
- Победитель Первенства Канады: 2013

## Статистика
| Выступление              | Выступление      | Выступление      | Лига | Лига | Кубок | Кубок | Континент | Континент | Прочие | Прочие | Итого | Итого |
| Клуб                     | Лига             | Сезон            | Игры | Голы | Игры  | Голы  | Игры      | Голы      | Игры   | Голы   | Игры  | Голы  |
| ------------------------ | ---------------- | ---------------- | ---- | ---- | ----- | ----- | --------- | --------- | ------ | ------ | ----- | ----- |
| Кальяри                  | Серия B          | 1997/98          | 0    | 0    | —     | —     | —         | —         | —      | —      | 0     | 0     |
| Кальяри                  | Серия A          | 1998/99          | 2    | 0    | 0     | 0     | —         | —         | —      | —      | 2     | 0     |
| Кальяри                  | Серия B          | 2000/01          | 0    | 0    | 0     | 0     | —         | —         | —      | —      | 0     | 0     |
| Кальяри                  | Итого            | Итого            | 2    | 0    | 0     | 0     | —         | —         | —      | —      | 2     | 0     |
| Сиена (аренда)           | Серия C1         | 1999/2000        | 12   | 0    | —     | —     | —         | —         | 2      | 0      | 14    | 0     |
| Верона                   | Серия A          | 2000/01          | —    | —    | —     | —     | —         | —         | —      | —      | 0     | 0     |
| Верона                   | Серия A          | 2001/02          | —    | —    | —     | —     | —         | —         | —      | —      | 0     | 0     |
| Верона                   | Серия B          | 2002/03          | 12   | 1    | 0     | 0     | —         | —         | —      | —      | 12    | 1     |
| Верона                   | Серия B          | 2003/04          | 14   | 1    | 0     | 0     | —         | —         | —      | —      | 14    | 1     |
| Верона                   | Итого            | Итого            | 26   | 2    | 0     | 0     | —         | —         | —      | —      | 26    | 2     |
| Варезе (аренда)          | Серия C1         | 2003/04          | 13   | 1    | —     | —     | —         | —         | 2      | 0      | 15    | 1     |
| Парма                    | Серия A          | 2004/05          | 17   | 1    | 2     | 0     | 10        | 3         | 1      | 0      | 30    | 4     |
| Парма                    | Серия A          | 2005/06          | 8    | 1    | 2     | 0     | —         | —         | —      | —      | 10    | 1     |
| Парма                    | Серия A          | 2006/07          | 20   | 0    | 1     | 0     | 5         | 0         | —      | —      | 26    | 0     |
| Парма                    | Серия A          | 2007/08          | 26   | 4    | 0     | 0     | —         | —         | —      | —      | 26    | 4     |
| Парма                    | Серия B          | 2008/09          | 11   | 2    | 2     | 0     | —         | —         | —      | —      | 13    | 2     |
| Парма                    | Серия A          | 2009/10          | 0    | 0    | 0     | 0     | —         | —         | —      | —      | 0     | 0     |
| Парма                    | Итого            | Итого            | 82   | 8    | 7     | 0     | 15        | 3         | 1      | 0      | 105   | 11    |
| Болонья                  | Серия A          | 2009/10          | 2    | 0    | —     | —     | —         | —         | —      | —      | 2     | 0     |
| Болонья                  | Серия A          | 2010/11          | 0    | 0    | 1     | 0     | —         | —         | —      | —      | 1     | 0     |
| Болонья                  | Итого            | Итого            | 2    | 0    | 1     | 0     | —         | —         | —      | —      | 3     | 0     |
| Прато (аренда)           | Лега Про 1       | 2011/12          | 24   | 11   | —     | —     | —         | —         | 2      | 0      | 26    | 11    |
| Монреаль Импакт (аренда) | MLS              | 2013             | 14   | 1    | 1     | 0     | 1         | 0         | 1      | 0      | 17    | 1     |
| Прато (аренда)           | Лега Про 1       | 2013/14          | 10   | 2    | —     | —     | —         | —         | —      | —      | 10    | 2     |
| Прато (аренда)           | Итого            | Итого            | 34   | 13   | —     | —     | —         | —         | 2      | 0      | 36    | 13    |
| Слима Уондерерс (аренда) | Премьер-лига     | 2014/15          | 25   | 6    | —     | —     | —         | —         | —      | —      | 25    | 6     |
| Всего за карьеру         | Всего за карьеру | Всего за карьеру | 210  | 31   | 9     | 0     | 16        | 3         | 8      | 0      | 243   | 34    |

Источники: Transfermarkt, Footballdatabase.eu, worldfootball.net.